# Rhem
Rhem ist der Name einer vierteiligen Serie von Computerspielen, die von Knut Müller entwickelt wurde. Ähnlich wie in den Spielen der Myst-Serie begibt sich der Spieler auf eine Reise in eine rätselhafte, verlassene, ihm unbekannte Welt, die er erforschen muss, wobei zum Erreichen des Spielzieles das Lösen von vielerlei Rätseln notwendig ist. Genau so wie beim Heureka-Klett-Spiel Physikus klickt sich der Spieler auch beim Point-and-Click-Adventure Rhem von einem Bild zum nächsten, erkundet auf diese Weise verborgene Orte, sammelt wichtige Gegenstände ein und gebraucht sie an anderen Orten. Ebenso sind in Rhem wichtige verborgene Code-Hinweise zu finden, um einige durch Rätselschlösser gesicherte Türen in der Spielreihe zu öffnen.

## Spiele der Serie
Die Spieleserie setzt sich aus den folgenden vier Teilen zusammen:
- Rhem I – The Mysterious Land (2003)
- Rhem II – The Cave (2005)
- Rhem III – The Secret Library (2008)
- Rhem IV – The Golden Fragments (2010)

Zwischen 2015 und 2021 erhielten diese vier Teile erweiterte Sequels mit neuen zu erkundenden Orten in den jeweiligen Spielen. Gegen Ende des Spiels Rhem II kann der Spieler vor dem Spielende ans Tageslicht gelangen und einen Ausschnitt aus der Spielwelt von Rhem III sehen.

## Darsteller in der Spieleserie
Mehrere deutsche Schauspieler dienten in den vier Teilen der Spielreihe als Darsteller:
- Jochen Krüger: Kales (Rhem I bis IV)
- Michael Jokisch: Meneandes (Rhem III und IV)
- Henriette Schubert: Rot gekleidete Frau (Rhem III und IV)

## Handlung

### Rhem I – The Mysterious Land
Mit einem Schienenfahrzeug gelangt der Spieler in die Welt von Rhem. Dort angekommen muss er jedoch feststellen, dass er Rhem vorerst nicht verlassen kann. Daher begibt sich der Spieler auf eine Erkundungstour durch die Welt von Rhem, in deren Zuge er die Geheimnisse und Zusammenhänge der Welt sowie die Funktionsweise ihm unbekannter Geräte entschlüsselt, Geheimgänge entdeckt und etliche Codes entschlüsselt. Schlussendlich entdeckt der Spieler dank einer Nachricht vom Forschungsreisenden Kales auch eine Möglichkeit, die Welt von Rhem wieder zu verlassen; zuvor muss es ihm jedoch gelingen, vier Fragmente eines von Kales an seinen Bruder Zetais geschriebenen Briefes in der Welt von Rhem zu finden.

### Rhem II – The Cave
Nachdem Zetais dem Spieler ein Schlüsselfragment für die Höhle übergibt, bricht der Spieler in das verborgene Höhlensystem auf. Auf der Suche nach dem dritten noch fehlenden Teil eines Schlüssels, der es ermöglicht, noch tiefer in die Welt von Rhem vorzudringen und den Weg in ein noch unbekanntes Höhlensystem zu öffnen, in dem sich ein geheimnisvolles Artefakt befinden soll, durchstreift der Spieler in der unterirdischen Welt von Rhem bizarre Höhlen und erkundet die geheimnisvolle Welt. Auf seiner Reise durch die Höhlenwelt stößt er auf eine unterirdische Stadt, muss Höhlenfahrzeuge benutzen und wieder etliche Rätsel lösen, Codes entschlüsseln, Maschinen in Gang setzen und verborgene Räume erkunden. Wie er letztlich feststellen muss, ist er jedoch nicht allein. Denn Gestalten in roten Kleidern begegnen dem Spieler in den Höhlenbereichen.

### Rhem III – The Secret Library
Kales ist es gelungen, eine Zeichnung auf dem Artefakt, das der Spieler im zweiten Teil der Serie gefunden hat, zu entschlüsseln. Die Entschlüsselung der Zeichnung ermöglicht die weitere Erkundung der Welt von Rhem. Mit einem Schienenfahrzeug reist der Spieler wieder in die Welt von Rhem, wo er von Kales erwartet wird. Zusammen öffnen der Spieler und Kales das Portal zur neuen Welt, da es jedoch nur wenige Sekunden geöffnet ist, muss der Spieler allein die Reise in die neue Welt von Rhem antreten. Auf der Suche nach einem weiteren Artefakt, einem geheimnisvollen schwarzen Kristall, muss der Spieler die vor ihm liegende Welt erkunden. Um den Kristall jedoch überhaupt finden zu können, ist er sowohl auf Hinweise aus der geheimen Bibliothek als auch auf die Hilfe anderer Charaktere wie beispielsweise eine anonyme rot gekleidete Frau in der Welt angewiesen. Wieder muss der Spieler bei seiner Erkundung die Geheimnisse der Welt lüften, Hinweise und Gegenstände finden, unbekannte Geräte und Maschinen zum Laufen bringen und einige Rätsel lösen. Am Ende gelangt der Spieler in einen Schienenkeller mit einer geheimen vergitterten Halle, in welcher ein Höhlenerkunder namens Meneandes den schwarzen Kristall aufbewahrt.

### Rhem IV – The Golden Fragments
Der Spieler erhält zu Beginn des Spiels den in Teil drei gefundenen schwarzen Kristall von Zetais zurück. Mithilfe dessen ist es dem Spieler möglich, den noch unentdeckten Teil Rhems zu betreten. Im Zuge seiner Erkundung entdeckt der Spieler ein verborgenes Transportsystem, das es Kales, der seit einigen Jahren keinen Weg mehr aus der Welt von Rhem hinausfindet, ermöglicht, wieder zu seinem Bruder zurückzukehren. Dazu muss der Spieler im Zuge seines Abenteuers Teile eines Schlüssels finden. Es gilt wieder Rätsel zu lösen, Geheimnisse zu lüften und neue Wege in der Welt von Rhem zu finden. Hierbei stößt der Spieler unter anderem auf ein geheimes Schlafzimmer von Meneandes, der genauso wie Kales um den schwarzen Kristall informiert ist. Bei diesem Spiel erkundet der Spieler insgesamt eine Art Garten aus Felsen und Flüssen mit vielen Zimmern in kleinen eingeschossigen Häusern. Am Ende muss der Spieler dem Kales den Zugang zu einer Halle mit einem Zeppelin ermöglichen, durch welchen Kales aus den Arealen von Rhem entkommen und zu seinem Bruder Zetais nach Hause zurückkehren kann.

## Musikspiel Lisssn
Das Computerspiel Lisssn ist ein Ablegerspiel von der Spielreihe Rhem, welches nach dem englischen Wort listen für zuhören benannt wurde. Knut Müller entwickelte das Spiel Lisssn zusammen mit Robert Wolff und Helmut Gugerbauer als musikalisches Analogon zur Reihe Rhem und gestaltete Lisssn als Lernspiel für das Fach Musik. Im Spiel Lisssn muss der Spieler einen Fluch der ewigen Nachtzeit in einem musikalischen Reich brechen. Hierfür muss der Spieler die Prinzessin La Musica aus der Zelle einer Festung erretten, in welche sie durch die Königin der Nacht eingesperrt wurde. Erreichen muss der Spieler dies durch das Erkunden der Festung und des umliegenden Gartens und durch das Auffinden zweier Blockflötenfragmente. Die Blockflöte muss am Ende des Spiels der Prinzessin La Musica übergeben werden, damit auf diese Weise in das musikalische Reich die Tageszeit wieder einkehren kann.